# ヘルクレス座矮小銀河
ヘルクレス座矮小銀河(Hercules Dwarf Galaxy)は、ヘルクレス座にある矮小楕円体銀河である。2006年にスローン・デジタル・スカイ・サーベイのデータから発見された。太陽から約14万パーセクに位置し、約45km/sの速度で遠ざかっている。かなり細長く（軸比~ 3:1）、光度が半分になる半径は約350パーセクである。この細長い形は、銀河系から潮汐力を受けているためであり、つまり、ヘルクレス座矮小銀河は、現在潮汐崩壊の過程にある。この銀河では、銀河を横断するように、度の勾配があり、暗い恒星ストリームの中に埋め込まれている。
ヘルクレス座矮小銀河は、銀河系の伴銀河で最も小さく暗いものの1つであり、光度は太陽光度の約3万倍（絶対等級は約-6.6）で、典型的な球状星団に匹敵する程度である。しかし、質量は約700万太陽質量であり、この銀河の質量光度比は約330となる。この高い質量光度比は、ヘルクレス座矮小銀河が暗黒物質に占められていることを意味する。
ヘルクレス座矮小銀河の恒星には、120億歳以上の古いものが多い。これらの恒星の金属量は[Fe/H]= -2.58と ± 0.51と低く、重元素の量が少なくとも太陽の400分の1以下であることを示している。ヘルクレス座矮小銀河の恒星は、恐らく宇宙で最初に形成された恒星の一部である。現在、この銀河では星形成は行われていない。また、これまで中性水素原子は検出されておらず、存在するとしても上限は466太陽質量である。